# Stadtbefestigung Naumburg (Saale)

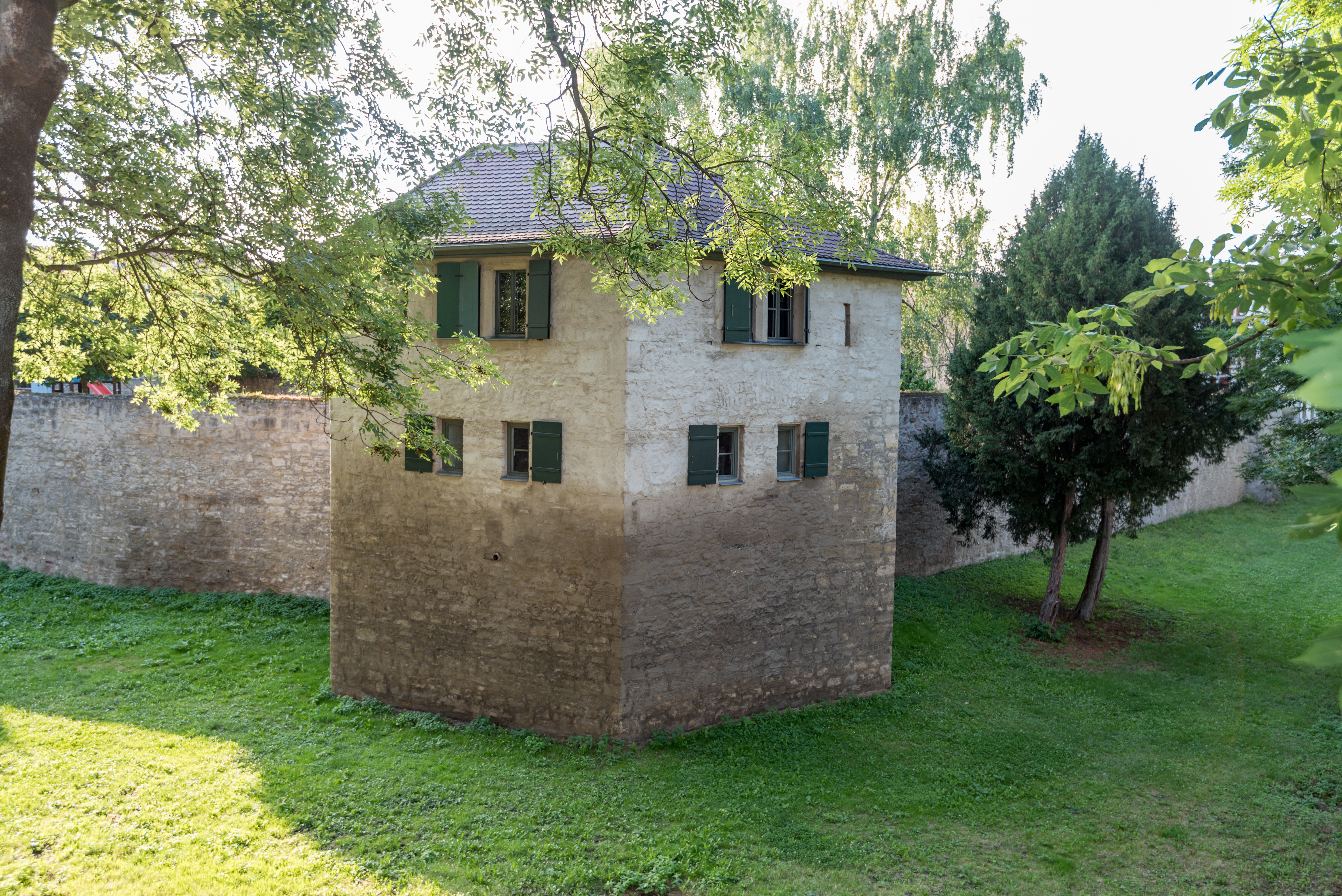
Reste der Stadtbefestigung an der Jakobsmauer

Die Naumburger Stadtbefestigung umgab getrennt die Bürgerstadt (Ratsstadt) und die Domstadt (auch Domfreiheit, Herrenfreiheit, Herrenstadt oder Immunität genannt) von Naumburg (Saale) als Ringmauer mit Türmen, Toren und Gräben. Bis heute haben sich einige Teile der Anlage erhalten, die größtenteils aus der Zeit des 15. bzw. 16. Jahrhunderts stammen.

## Geschichte

### Stadterhebung und -befestigung

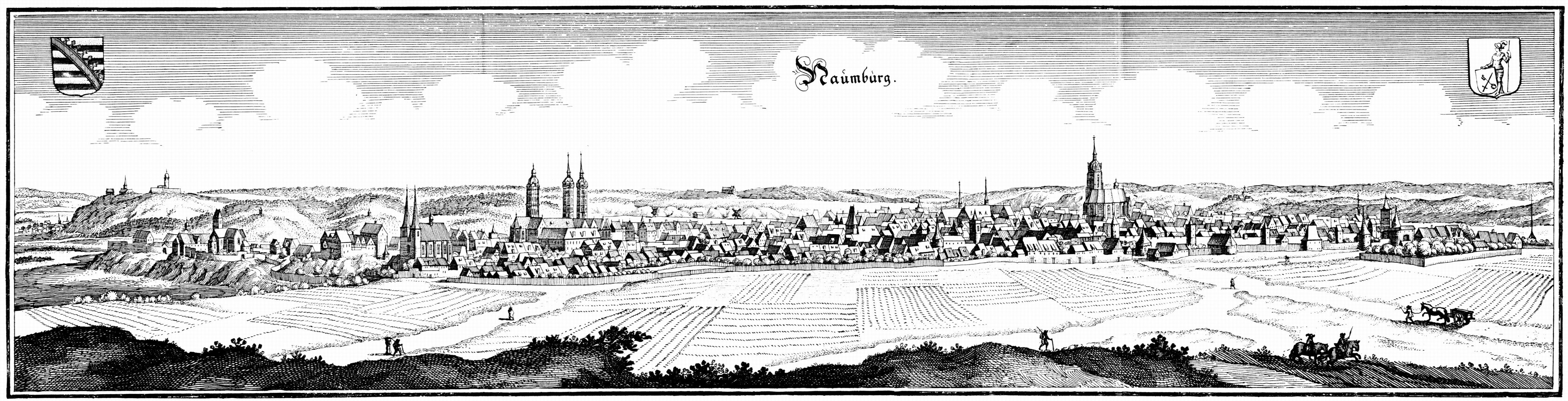
Naumburg im Jahr 1650 (rechts vor der Wenzelskirche ist das Wenzelstor und am rechten Stadtrand das Jakobstor zu sehen; dazwischen die fünfeckige Streichwehr mit hohem Dach)

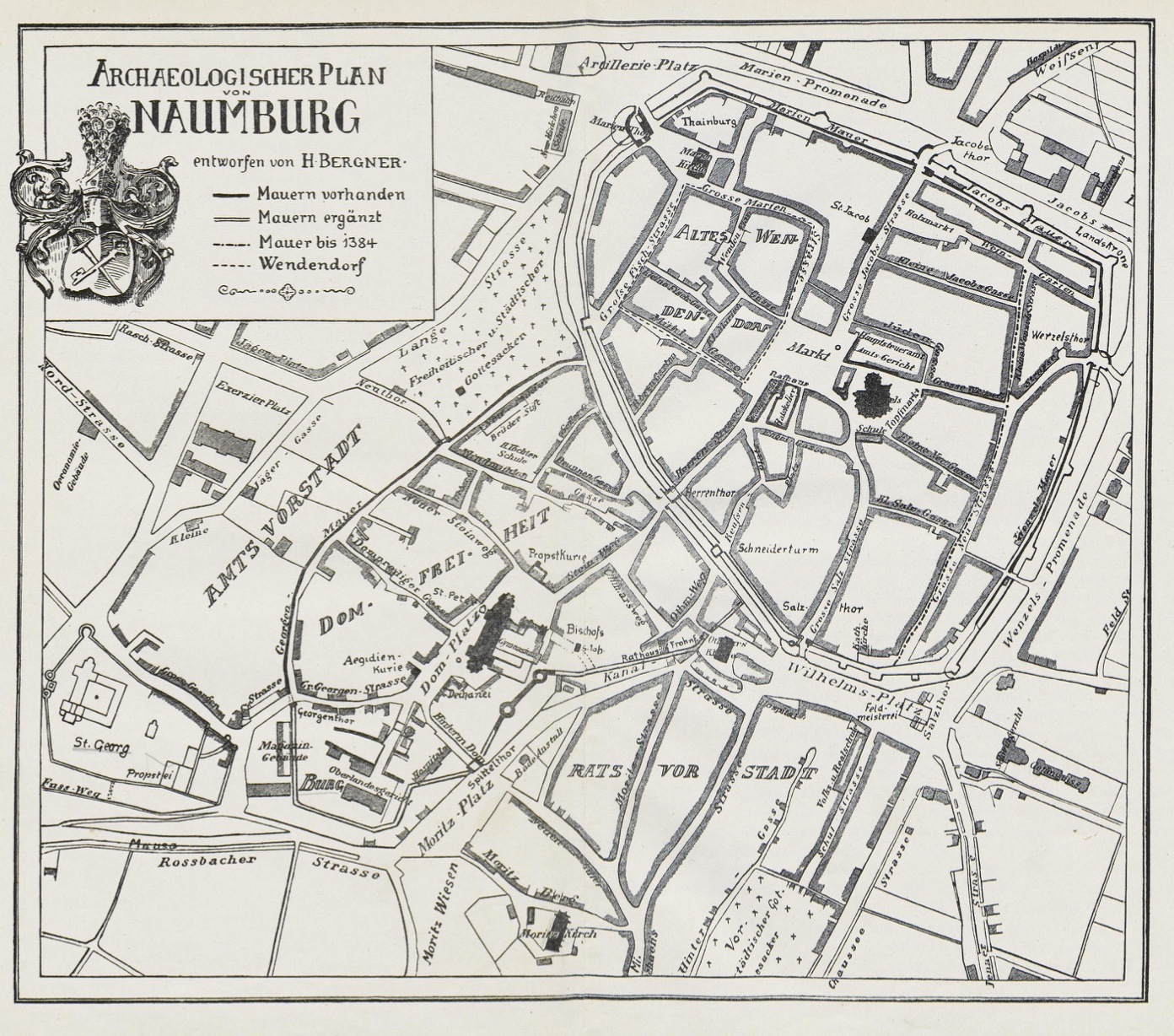
Plan von Naumburg im Mittelalter mit Stadtbefestigung, die Trennung von Domfreiheit zur Ratsstadt durch eine Mauer ist hier deutlich zu erkennen

Die Entstehung der Stadtbefestigung von Naumburg ist eng mit der Entwicklung des Domes und der Bürgerstadt verbunden. Naumburg formte sich seit dem 11. Jahrhundert zu einer Stadt und 1287 wurde das Befestigungsrecht bestätigt. Stadtrat und Domkapitel erhielten somit das Recht, die Stadt mit Wehranlagen zu umgeben, wobei die Domfreiheit von der restlichen Stadt durch eine zusätzliche Trennung abgeschnitten war. Bis in die 2. Hälfte des 14. Jahrhunderts bestand die Stadtgrenze größtenteils aus einer hölzernen Befestigung. Im Jahr 1348 wird erwähnt, dass Mauern im Bau sind.
Offenbar in der Zeit vor und nach dem Sächsischen Bruderkrieg, der mit dem Naumburger Frieden von 1451 endete, wurden die Stadttore stärker befestigt. Diese Anlagen wurden im 15. Jahrhundert in massiver Bauweise neu errichtet und die Stadtbefestigung der Bürgerstadt mit einem Wall, einer inneren Mauer mit 18 Türmen, einem Graben und einer äußeren Mauer (Zwinger) mit 16 Türmen ausgebaut. Rats- und Domstadt hatten jeweils fünf Tore, wobei das Herrentor beide Teile verband. Die noch heute erhaltenen Mauerreste sind 2 bis 5 m hoch und ca. 1,3 m dick. Die ehemaligen Höhen und Breiten der Mauern sind nicht überliefert und nicht mehr zu ermitteln.

### Auflösung der Befestigung
Die Stadtmauer wurde 1833 mit Einführung der in ganz Preußen angewandten Steinschen Städteordnung zu großen Teilen abgerissen. Beginnend mit den Mauern vom Präsidentenhaus (Kramerplatz 1) bis an das Wenzelstor wurden die Gräben verfüllt und ein neuer Weg angelegt. Entlang der ehemaligen Wehranlage wurde eine Ringstraße angelegt, die die Innenstadt noch heute umschließt. Von den ehemaligen Stadtbefestigungsanlagen sind ca. 1,5 km Stadtmauer im Süden und Osten der Innenstadt, das Marientor, die fünfeckige Streichwehr "Landeskrone" beim Marientor und ihr Pendant am Jakobsring/Ecke Wenzelsring sowie die Wasserkunst am Wenzelsring erhalten. Die meisten erhaltenen Tore, Türme und Mauerreste wurden als Baudenkmal vom Landesamt für Denkmalpflege unter Schutz gestellt (siehe auch Liste der Kulturdenkmale in Naumburg (Saale)).

## Tore der Bürgerstadt

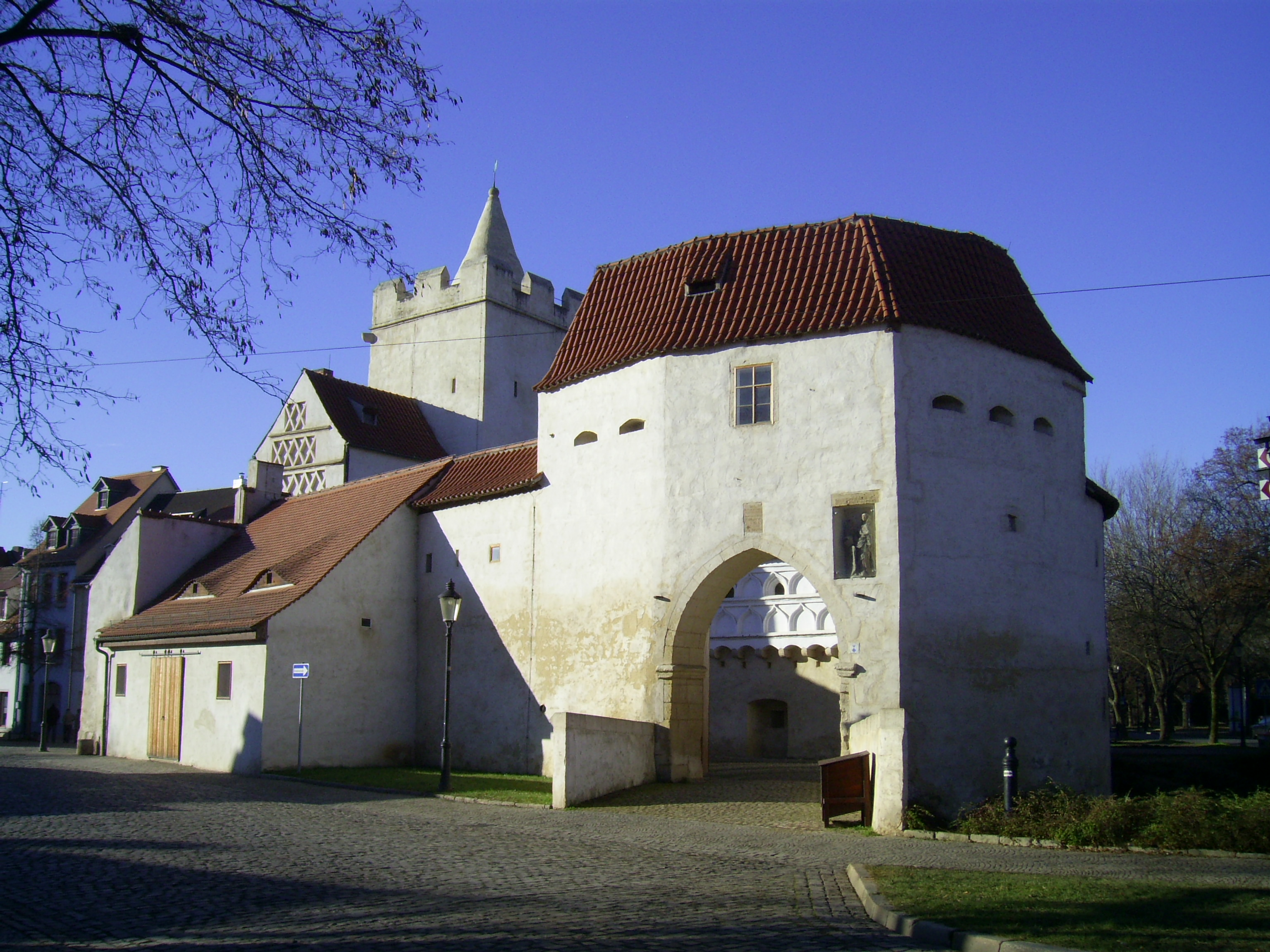
Marientor (2008)
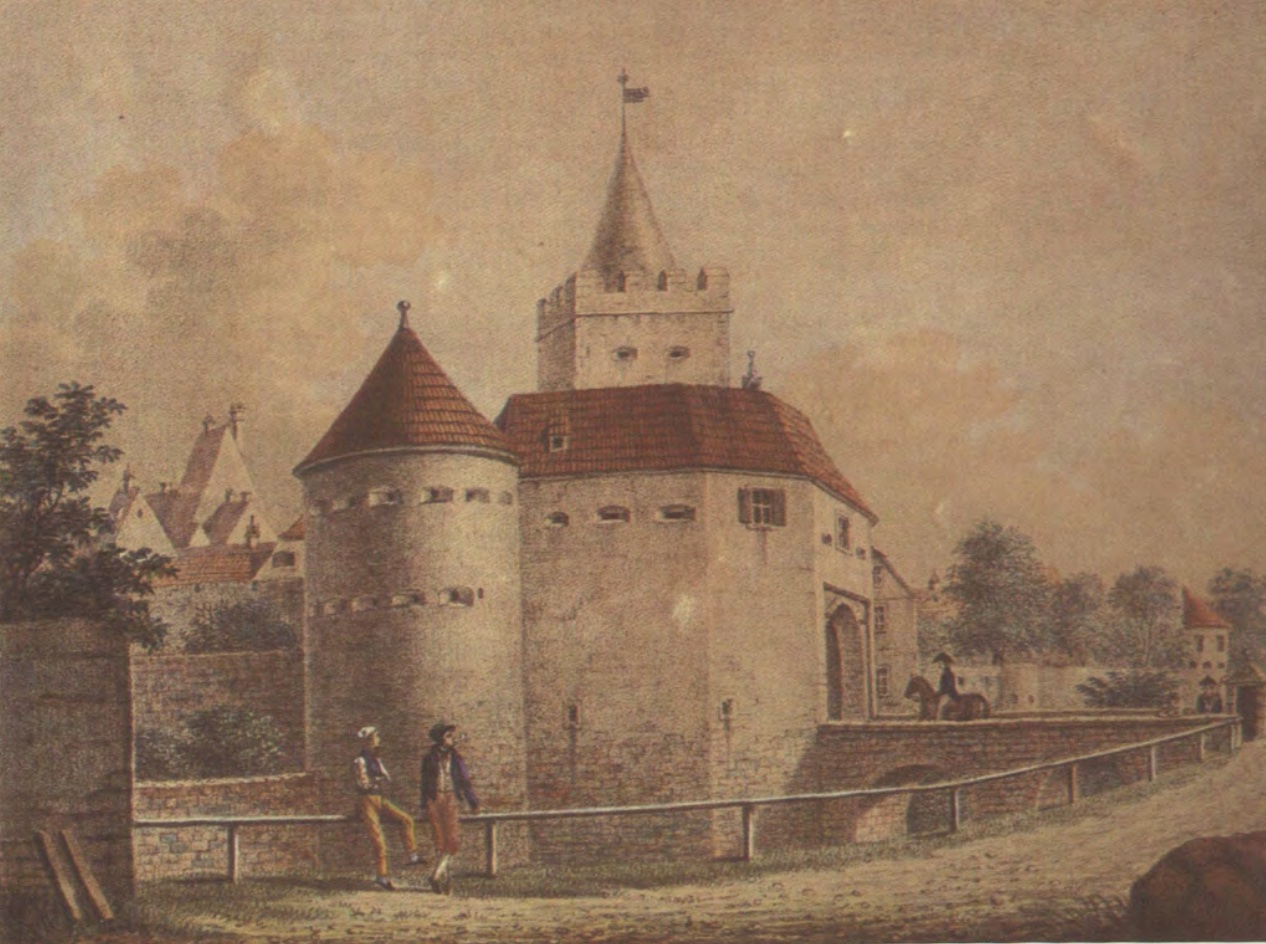
Salztor (1835)
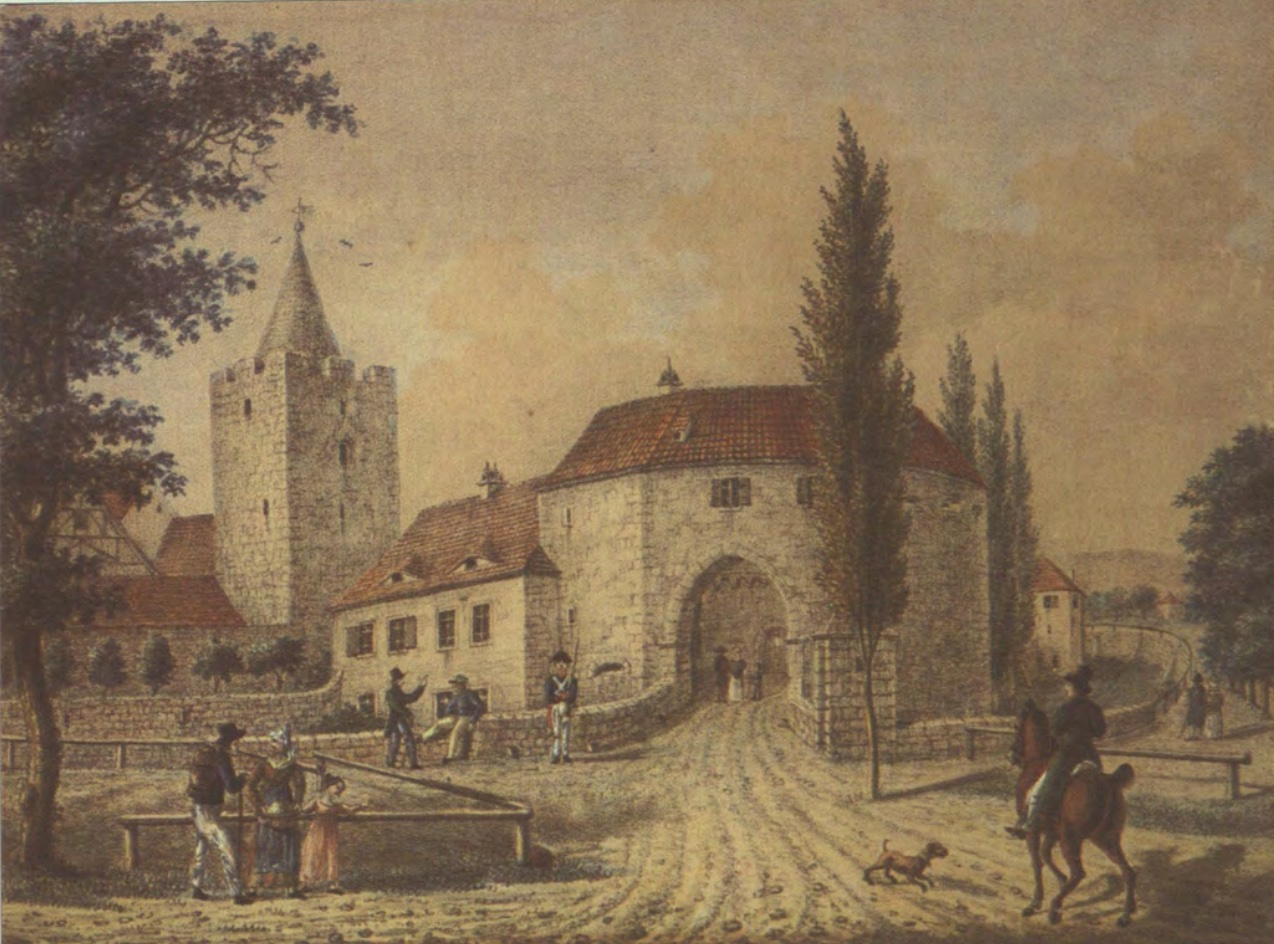
Jakobstor (1835)
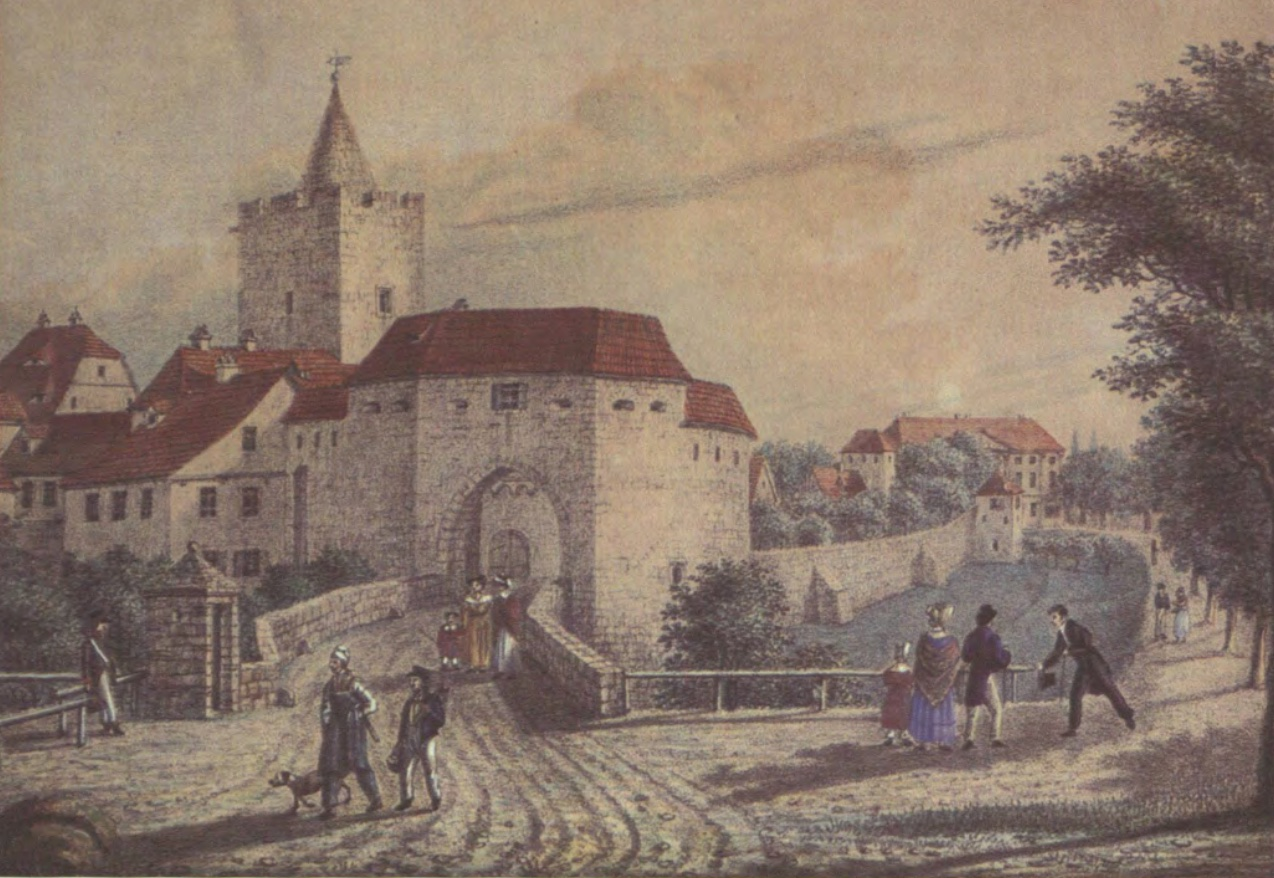
Wenzelstor (1835)
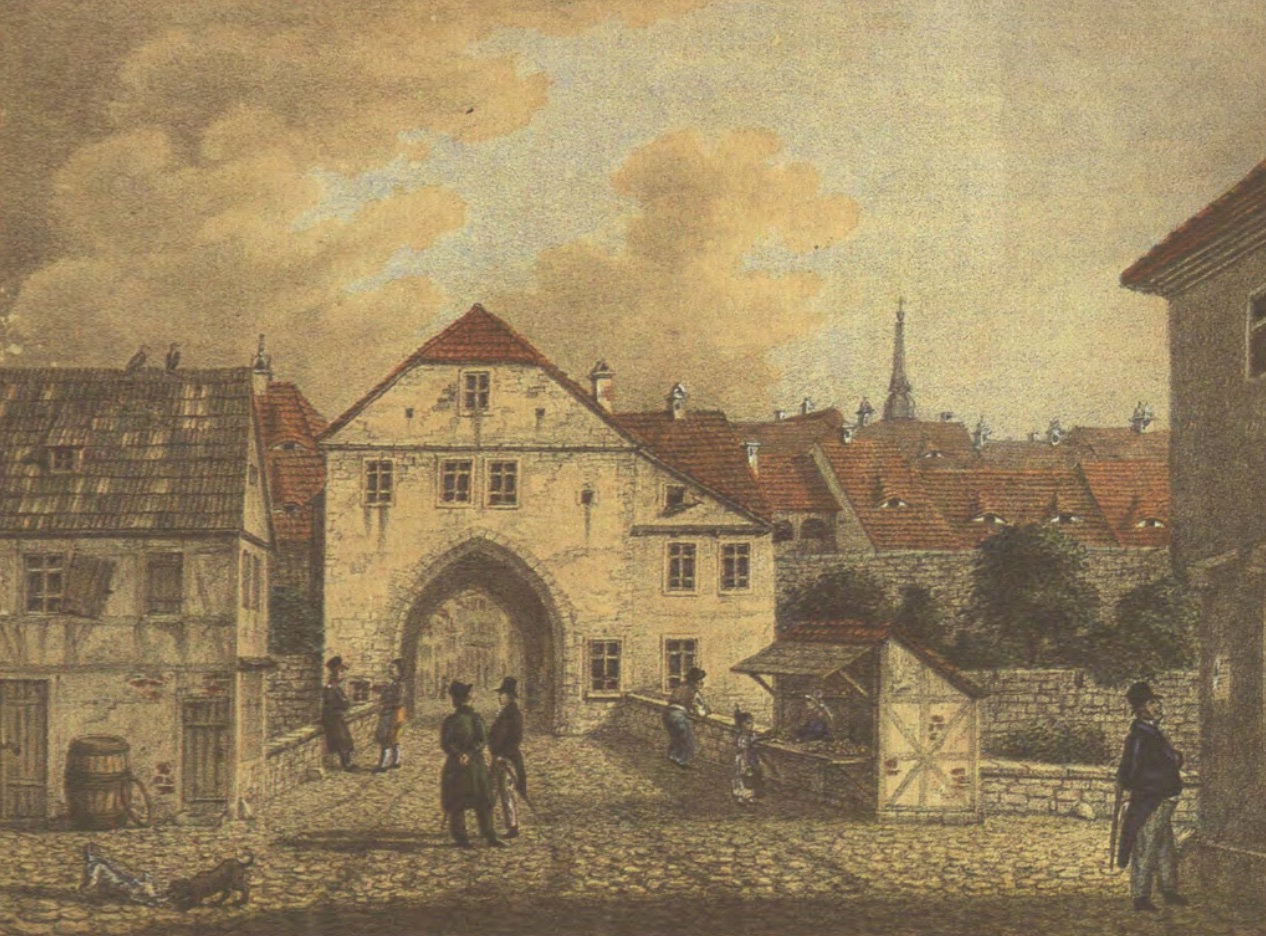
Herrentor (1835; Ansicht aus Richtung Domstadt)

### Marientor

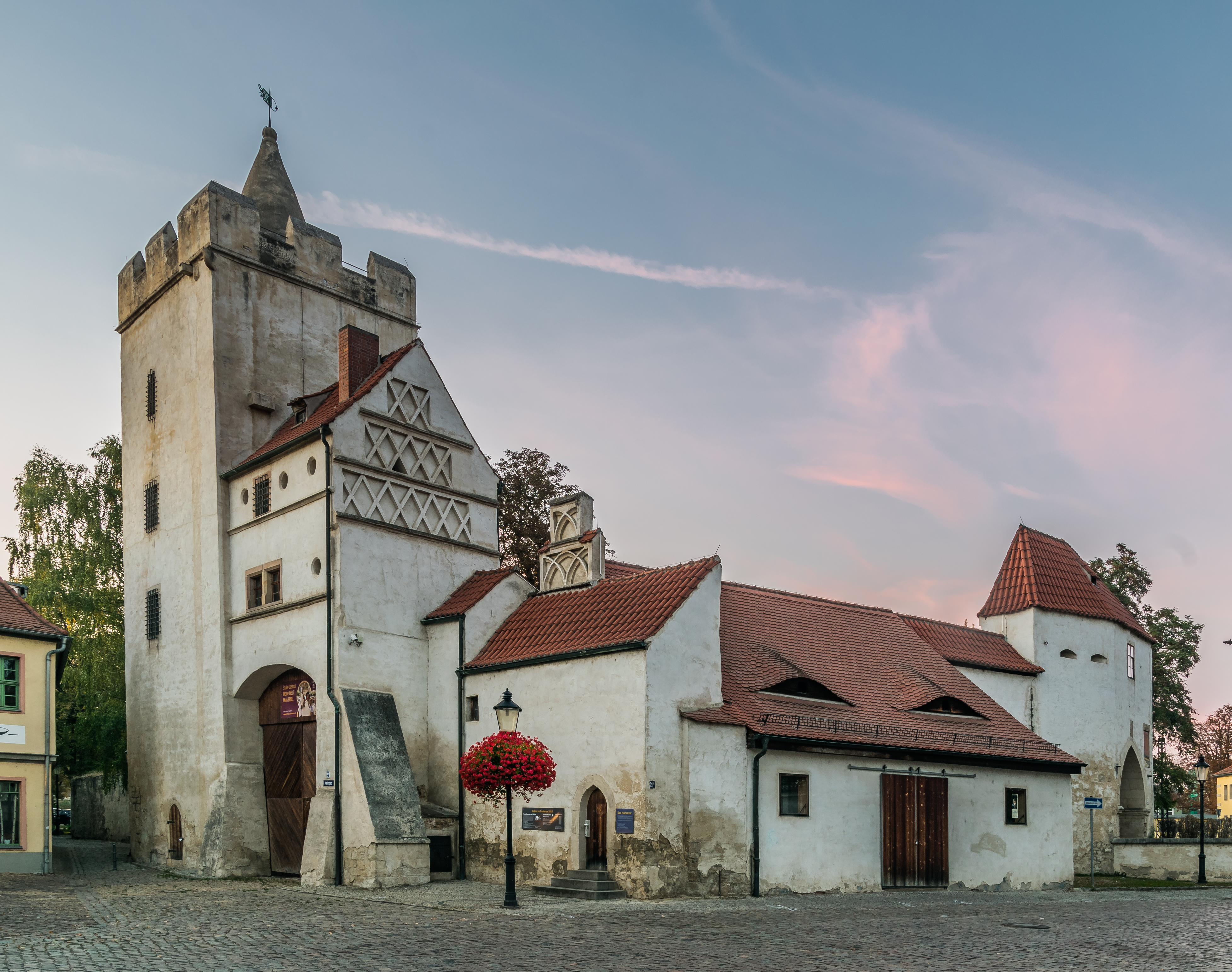
Marientor von Süden (2019)

Das Marientor (Frauentor, Porta Beatae Virginis Mariae) hat seinen Namen von der nahen Maria-Magdalenen-Kirche und ist das einzige erhaltene Stadttor Naumburgs. Es erhielt 1446 eine doppeltorige, zwingerartige Anlage, eine sogenannte Barbakane. Außen- und Innentor schließen den von einem spätgotisch dekorierten Wehrgang umgebenen Hof ein. In den Jahren 1456 bis 1458 wurde es durch Valentin Weise tiefgreifend umgestaltet, der Turm 1463 errichtet. Das Tor wurde 1511 erneuert und 1531 um eine steinerne Grabenbrücke ergänzt. Eine weitere Wiederherstellung erfolgte im Jahr 1704. Die Wehrmauer an der Westseite weist Schießscharten auf. Da der Wehrgang auch Schussmöglichkeiten nach innen bietet, handelt es sich bei dem inneren Gelände um einen Fanghof. Der viereckige Turm im Südwesten der Toranlage hat ein Kegeldach und Zinnen. Das vielgestaltige Aussehen erklärt sich aus unterschiedlichen Fenstern und Toren (teils gotische Spitzbogen, teils flachbogig), Backsteinelementen (Kielbögen, Kreuzbogenblenden), dem stadtseitigen Giebel mit Rautenblenden, Fledermaus- und Schlepp-Dachgauben, unterschiedlich großen Gebäudeteilen sowie dem Stadtwappen, einer Inschrifttafel und einer Figurennische mit Marienfigur von Peter Hummelshain (Naumburg) aus dem Jahr 1456, die später um einen hölzernen Knaben ergänzt wurde. Das Marientor, dessen Räumlichkeiten über die Jahrhunderte abwechselnd auch als Gefängniszellen und als Armenwohnungen dienten, wurde 1997 bis 2000 umfassend saniert und gehört seit 2001 zum Stadtmuseum Naumburg. In den Innenräumen befindet sich heute eine umfangreiche Ausstellung zu den historischen Befestigungsanlagen Naumburgs.

### Salztor
Das Salztor (Porta Salis) am Ende der Salzstraße wurde als stärkstes Verteidigungswerk der Stadtbefestigung 1357 erstmals erwähnt (in der Zeit noch teilweise aus Holz) und 1508 neu aus Stein errichtet. Es hatte einen rechteckigen Torzwinger und war durch einen quadratischen und einen runden Turm verstärkt. Zum Tor führte eine 1545 aus Steinen des abgetragenen Georgenklosters gebaute steinerne Brücke. Das alte Salztor wurde 1834 abgerissen. In der Nähe errichteten bis 1835 der Maurermeister Johann Heinrich Elschner d. Ä. und Heinrich Crato zwei Torhäuser im klassizistischen Stil, die dann Salztor genannt wurden.

### Jakobstor
Die Ersterwähnung des Turmes des Jacobstores (Porta Jacobaea) stammt aus dem Jahr 1380. Der Aufbau des Tores ähnelte dem des Marientores, nur dass der Turm etwas nach Westen versetzt war. Auch dieses Tor wurde zwischen 1820 und 1830 abgerissen.

### Wenzelstor

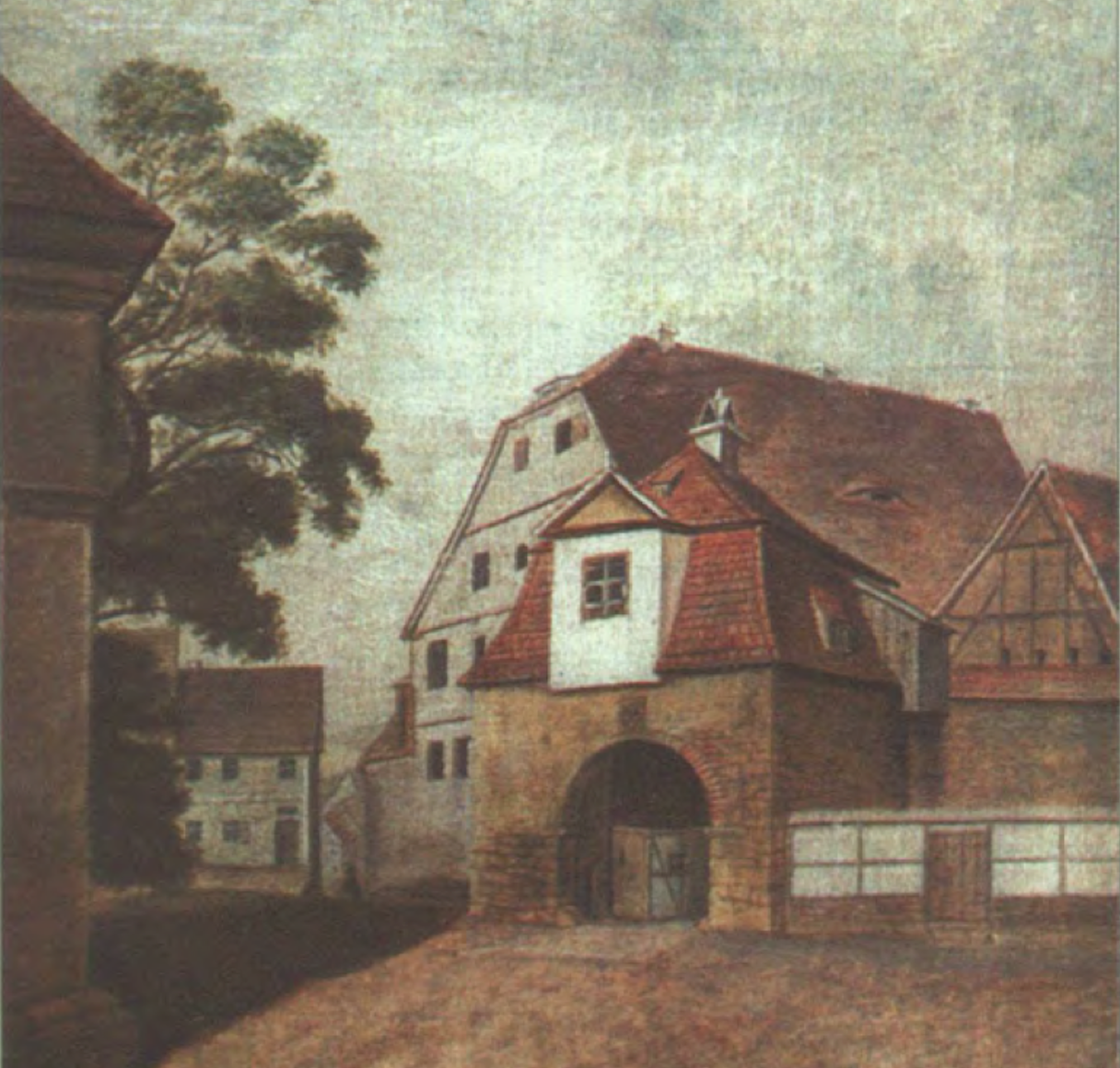
Othmarstor (1835)

Das auch Porta Pecorum oder Viehtor genannte Tor wurde 1510 in Stein errichtet und fünf Jahre später mit einer angrenzenden Brücke versehen. Es hatte einen ähnlichen Aufbau wie das Marientor; 1838 wurde es abgerissen.

### Herrentor
Das Herrentor (Porta Dominica) verband Bürgerstadt und Herrenstadt. Im Jahr 1363 wurde das Herrentor erstmals erwähnt, 1397 erhielt es einen Torturm.

## Tore der Domstadt
Die Historie der Stadttore der Domstadt ist spärlich belegt. Neben dem Othmarstor (Porta Otmari, benannt nach der außerhalb der Domstadt gelegenen Othmarskirche) waren Georgentor (benannt nach dem Georgenkloster), Spitalstor (Spitteltor) und Neutor (erstmals erwähnt 1371) Eingänge zur Domstadt.

## Mauertürme

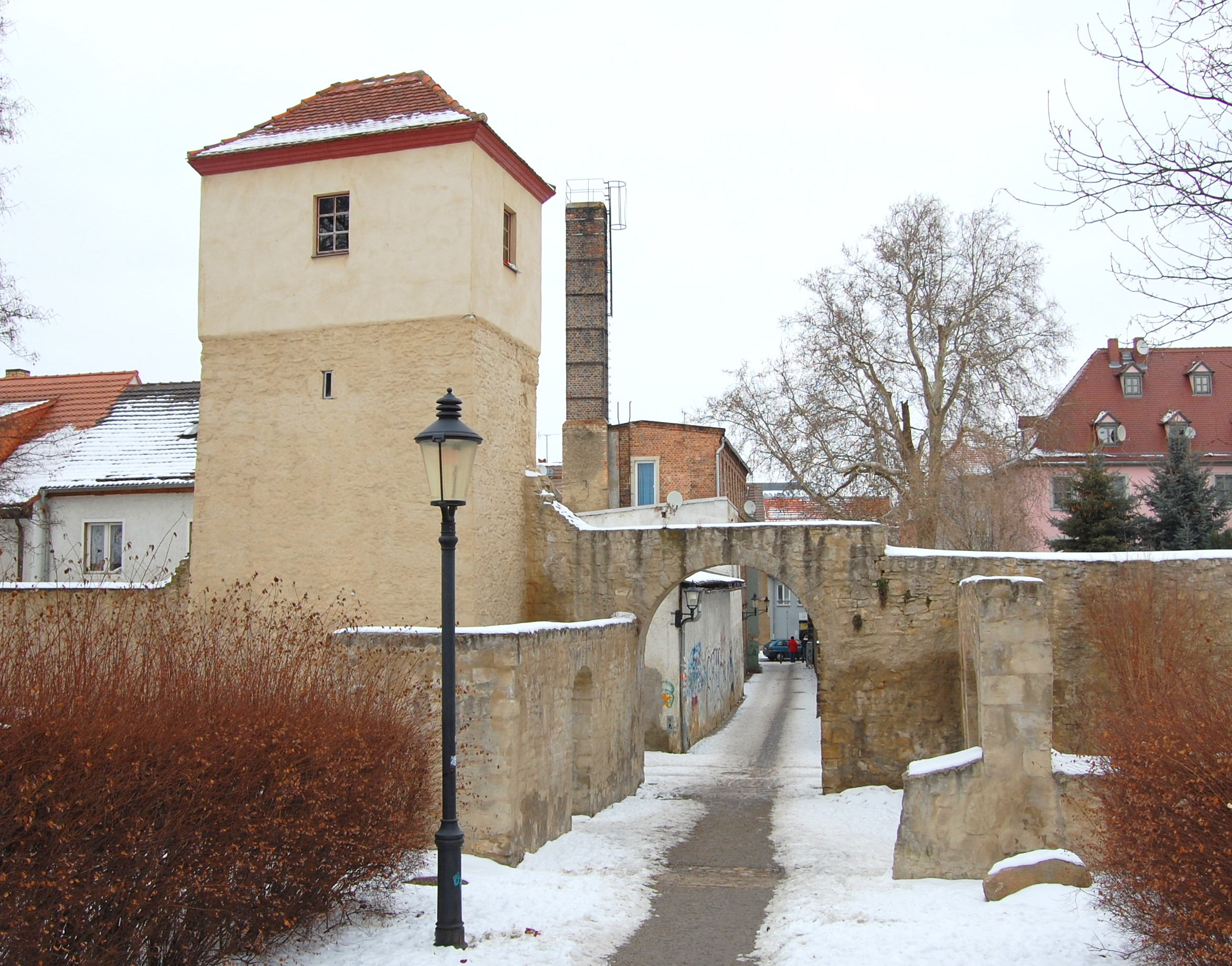
Wasserkunst (2010)

Ursprünglich soll die Anlage aus 52 Mauertürmen bestanden haben, wobei möglicherweise die Aufsätze auf den Mauern mitgezählt wurden.
Die Wasserkunst ist der einzig erhaltene Turm der ehemaligen inneren Stadtbefestigung. Der direkt an der Wenzelsmauer stehende Turm entstand etwa 1463 aus Bruchsteinmauerwerk auf quadratischem Grundriss. Nach der Aufgabe der Stadtbefestigung zu Verteidigungszwecken erfolgte 1698 eine Umnutzung zur Wasserkunst bei gleichzeitigem Einbau eines Wasserauffangbeckens. Von den Meistern Hans Schmidt und Georg Ludwig sowie Peter Sonnenkalb und dem Ziegeldecker Paul Sachs wurde sie umfassend repariert und funktionell verbessert. Auch bekam sie ein Fachwerkgeschoss. Der Turm verfügt seitdem über drei gemauerte Stockwerke und ein viertes, das als verputztes Fachwerk ausgeführt ist. Die Fenster wurden erweitert, um eine Wohnnutzung zu ermöglichen. Bekrönt wird der Turm von einem Walmdach. An der Ostseite des Turms befindet sich ein Durchgang durch die Wenzelsmauer. Ende des 19. Jahrhunderts wurde die Arbeit der alten Wasserkunst eingestellt.
Die fünfeckige Anlage am Jakobsring ist die besterhaltene Streichwehr des ehemaligen Zwingers aus dem 15. Jahrhundert an der Südostecke der Stadt. Ihr Pendant "Landeskrone" am Marienring wurde vor 1436 erbaut und um 1500 aufgestockt. Ein Inventar aus dem Jahr 1476 (Waffenschau) überliefert insgesamt 54 Geschütze, die auf den Streichwehren und in den Türmern der Stadtmauer der Ratsstadt aufgestellt waren, darunter schwere Steinbüchsen, Terras- und Hakenbüchsen.

## Weitere erhaltene Reste

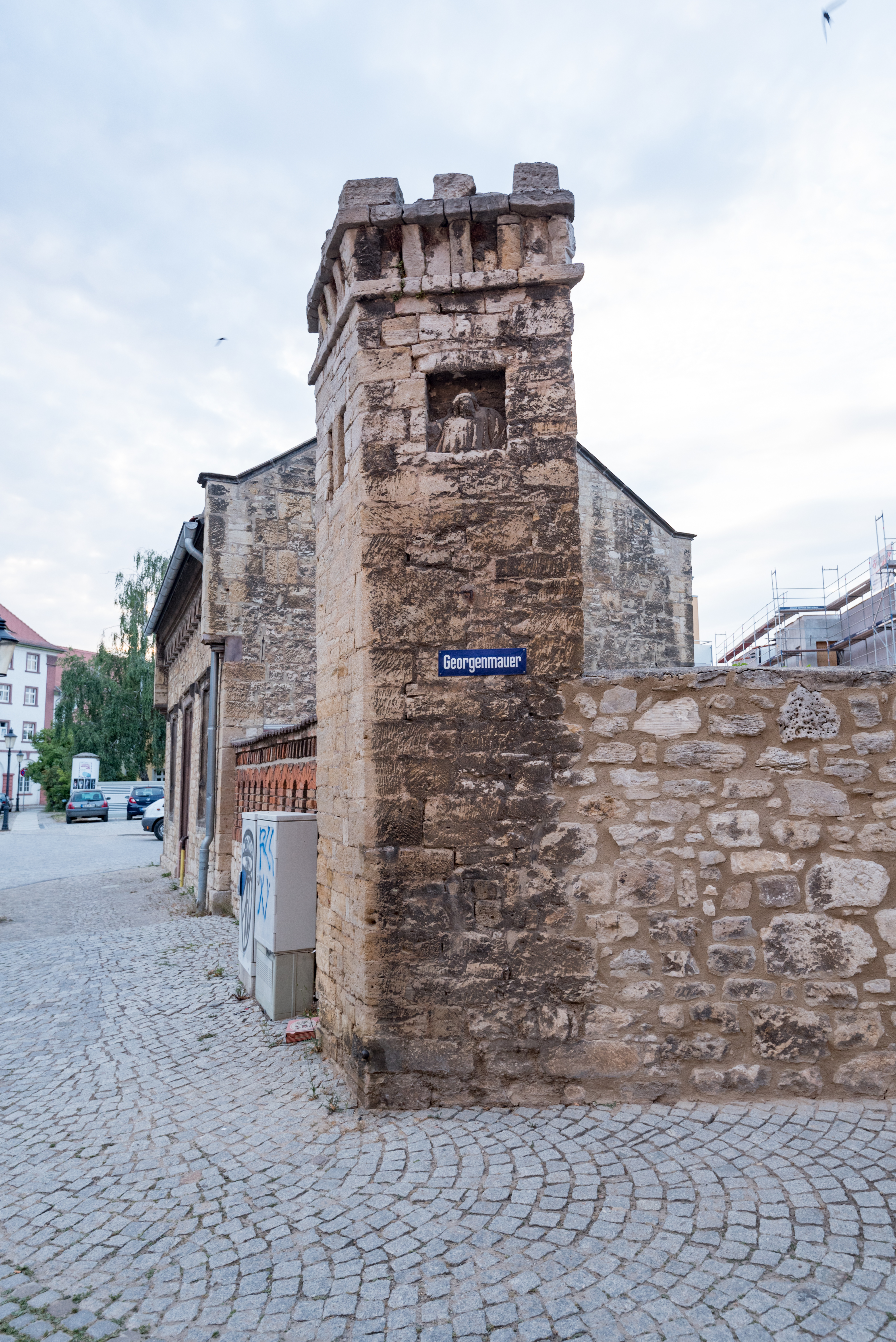
Georgentor mit Georgenmauer der ehemaligen Domstadt

Mauerreste der Bürgerstadt mit Turmstümpfen finden sich heute noch fast durchgängig mit der sogenannten Wenzelsmauer zwischen Kramerplatz und Wenzelsstraße sowie der Jakobsmauer zwischen Wenzelsstraße und Jakobsstraße. Auch Teile der Marienmauer zwischen Jakobsstraße und Thainburg sind erhalten. Um die ehemalige Domstadt sind Teile des Georgentores (in der Form des 19. Jahrhunderts), der Georgenmauer sowie der Neumauer noch zu sehen.